# Кагастер
Кагастер (јап. 虫籠のカガステル, Mushikago no Cagaster) јапанска је манга серија коју је написала и илустровала Качо Хашимото. Серијализовала се 2015−2016. године у манга ревији Monthly Comic Ryū. Пре него што је постао манга, „Кагастер” је био доџинши серијал који је Качо качила на свој сајт у периоду од 2005. до 2013. године. Адаптиран је у аниме, односно ОНА серијал 2020. године.
У Србији, издавачка кућа Најкула превела је мангу на српски језик.

## Синопсис
Прича се одвија почетком XXII века, тридесет година након што је свет задесила болест звана Кагастер. Свако ко дође у контакт са Кагастером се претвара у џиновског инсекта. Иако сада научени како да се боре против напасти, трећина популације је већ изгубљена.

## Списак томова
Јапански издавачи поделили су поглавља манге у седам танкобона. Издавачка кућа Најкула је та иста поглавља распоредила у шест томова.
| - Поглављa 1−5 |

| - Поглављa 6−10 |

| - Поглављa 11-15 |

| - 16. „Напад и одбрана” - 17. „Инфилтрација” - 18. „Морске дубине” |

| - 19. „За тебе, на самом крају (први део)” - „Пустоловина принцезе Батерфлај” |

| - 20. „За тебе, на самом крају (други део)” - „Лепа конобарица у гостионици код Марија” - „Дилема мале сирене” |

## Белешке
1. ↑  Иако је наслов на корицама и на Cobiss−у наведен као Cagaster, српски издавач у својим промоцијама такође користи транскрибовани облик „Кагастер”.[2]

## Спољашњи извори
- Званични сајт (језик: јапански)
- Кагастер на сајту манга ревије Monthly Comic Ryū Архивирано на веб-сајту  (6. фебруар 2021) (језик: јапански)
- Кагастер (манга) на енциклопедији сајта  (језик: енглески)
- Кагастер (ОНА) на енциклопедији сајта  (језик: енглески)
- Кагастер на веб-сајту  (језик: енглески)